# Зубовська площа
Зубовська площа (рос. Зу́бовская площадь) — частина Садового кільця між Зубовським і Смоленським бульварами, вулицею Бурденко, Дашковим провулком, Зубовською вулицею і Пречистенкою. Розташована в Хамовниках.

## Походження назви
Зубовська площа отримала назву від місцевості Зубово, а назва місцевості походить від прізвища Зубов. Полковник Іван Зубов був головою стрілецького полку, який охороняв у XVII столітті Чертольські ворота Земляного міста, що знаходилися на цій площі. Чертольськими ворота називалися тому, що знаходилися біля перетину Земляного валу з Чертольською вулицею (Пречистенкою), яка тягнулася від урочища Чертольє. У 1985—1988 роках — площа Михайла Шолохова (тут передбачалося встановлення пам'ятника письменнику М. О. Шолохову).

## Примітні будівлі та споруди
- № 3 будова 1 — Зубовська телефонна станція. Будівля побудована в 1933 році за проектом архітектора К. І. Соломонова[1]. Спочатку будувалася будівля для одного з штабних підрозділів РСЧА, з 1955 по 1957 роки тут розміщувався підготовчий комітет VI Всесвітнього фестивалю молоді і студентів у Москві і, відповідно, штаб фестивалю в дні його проведення. Колишня будівля ММТС-3,4. До середини 90-х років тут розташовувалася служба «07». Далі використовувалася як будівля ВАТ «Ростелекому» і ВАТ «Связьінвест». З 2014 року будівля не використовується. Будинок № 3 «зіграв» роль наземного вестибюля станції «Садова» у фільмі «Метро».
- № 2 — Рахункова палата Російської Федерації

## Громадський транспорт
- На Зубівському бульварі (Садове кільце) є зупинка «Зубівська площа» автобусів № Б, т10 і т79.
- На Зубівській вулиці є зупинка «Зубівська площа» автобусів № м3, 15, 255, С12.